# Sídliště Dvůr Osojno
Sídliště Dvůr Osojno  je archeologická lokalita západně od osady Osojno u Dražně v okrese Plzeň-sever. Na skalnatém hřbetu dlouhém asi 250 metrů nad silnicí Pláně–Hvozd zde v eneolitu bývalo sídliště chamské kultury. Lokalita je od roku 1964 chráněna jako kulturní památka.
Eneolitické výšinné sídliště nad Osojnem objevily v roce 1972 Eva Čujanová a Věra Štefanová Šaldová, které na něm nalezly sedm pravěkých keramických střepů. V roce 1980 na lokalitě provedla malý archeologický výzkum Dara Baštová, která rozlohu sídliště odhadla na 500 m² a v sondě získala dalších 56 zlomků keramiky červenohnědé až hnědé barvy.
Lokalita patřila do okruhu chamské kultury. Její sídliště se nacházela ve vzdálenostech 2–3 kilometry, ale často se vyskytovala také ve dvojicích vzdálených od sebe jen stovky metrů. K těmto dvojicím patří i sídliště nad Osojnem, protože druhá lokalita osídlená ve stejné době se nachází jižně od Osojna na ostrožně v místech s pomístním jménem V Bucích. Vzdálenost obou sídlišť je asi 500 metrů. Manželé Baštovi na lokalitě V Bucích nalezli mazanici, malé množství pravěkých střepů a rozlohu sídliště odhadli na desítky metrů čtverečních.